# Henri Cordier (Caillebotte)
Pour les articles homonymes, voir Henri Cordier et Cordier (homonymie).
Henri Cordier est un portrait de l'orientaliste sinologue Henri Cordier réalisé par Gustave Caillebotte en 1883 et conservé au Musée d'Orsay depuis 1986.
Ce tableau qui mesure 65 cm de hauteur sur 82 cm de largeur a été donné par Mme Henri Cordier au musée du Luxembourg en 1927. En 1929, il a été transféré au musée du Louvre où il est resté jusqu'en 1947. Il a ensuite été conservé Jeu de Paume entre 1947 et 1986.